# 黑光灯

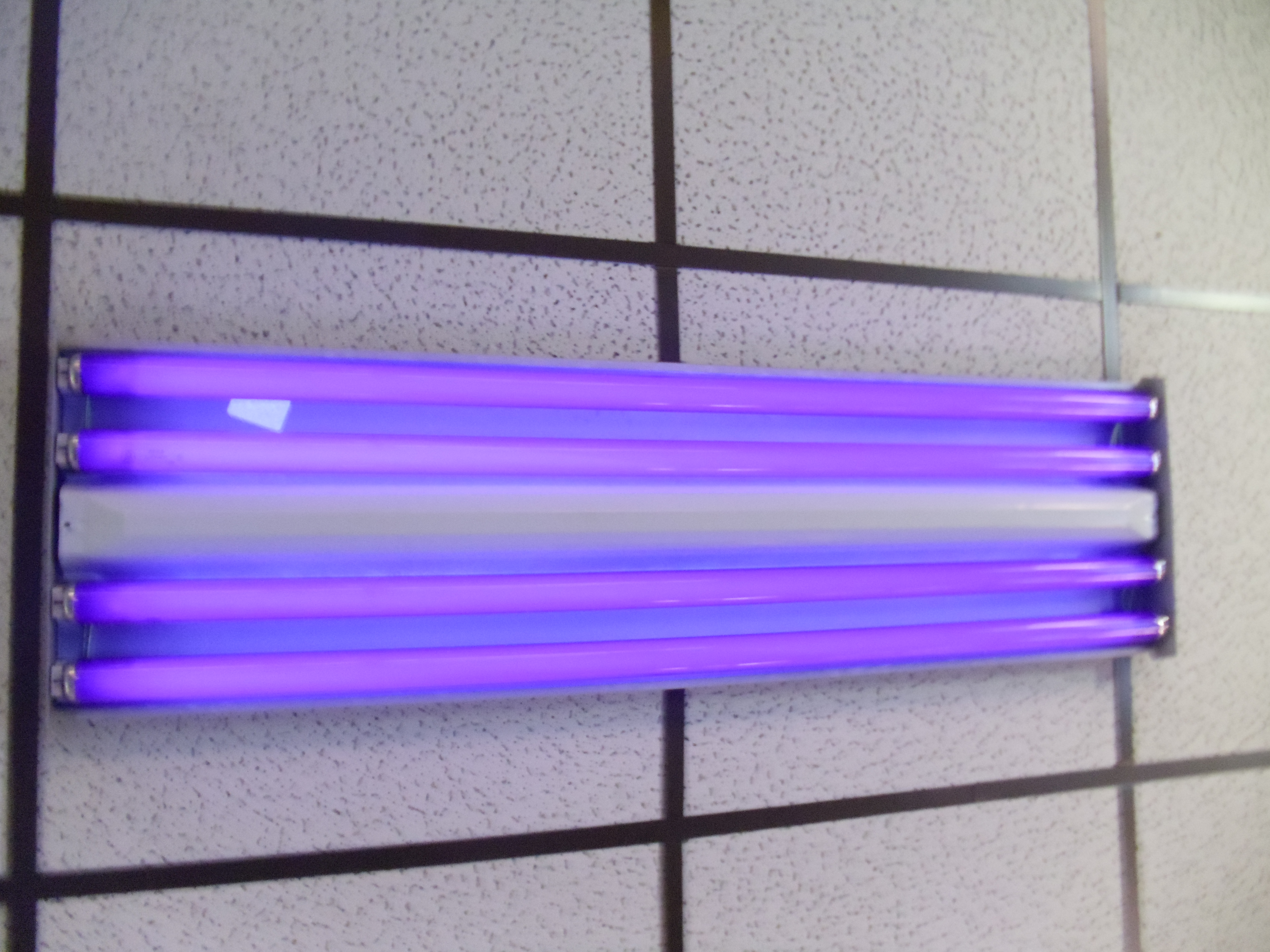
黑光灯荧光管，紫外线不可见，紫色光线可见是因为过滤不完全。

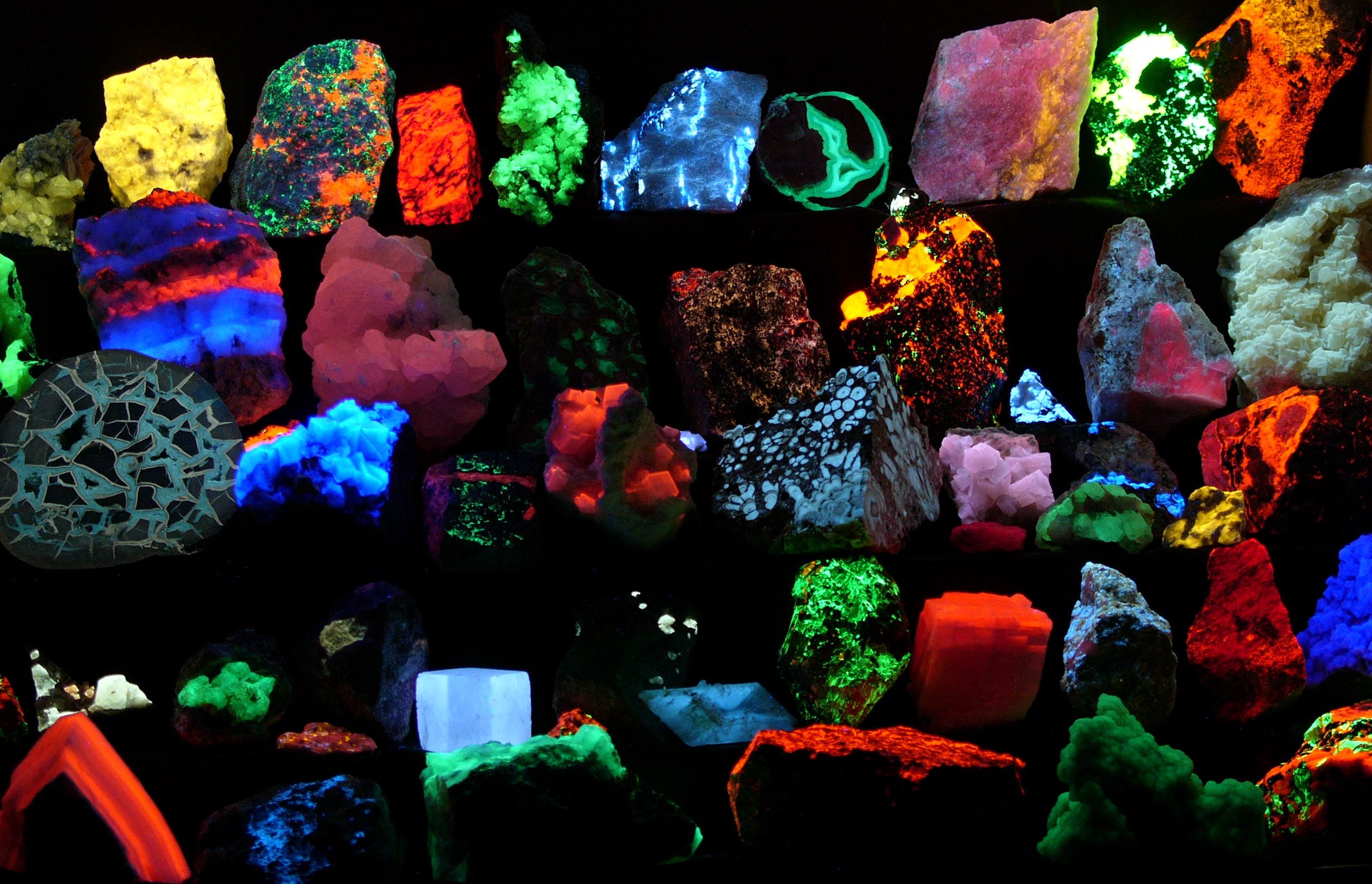
一些矿物在黑光灯下发光

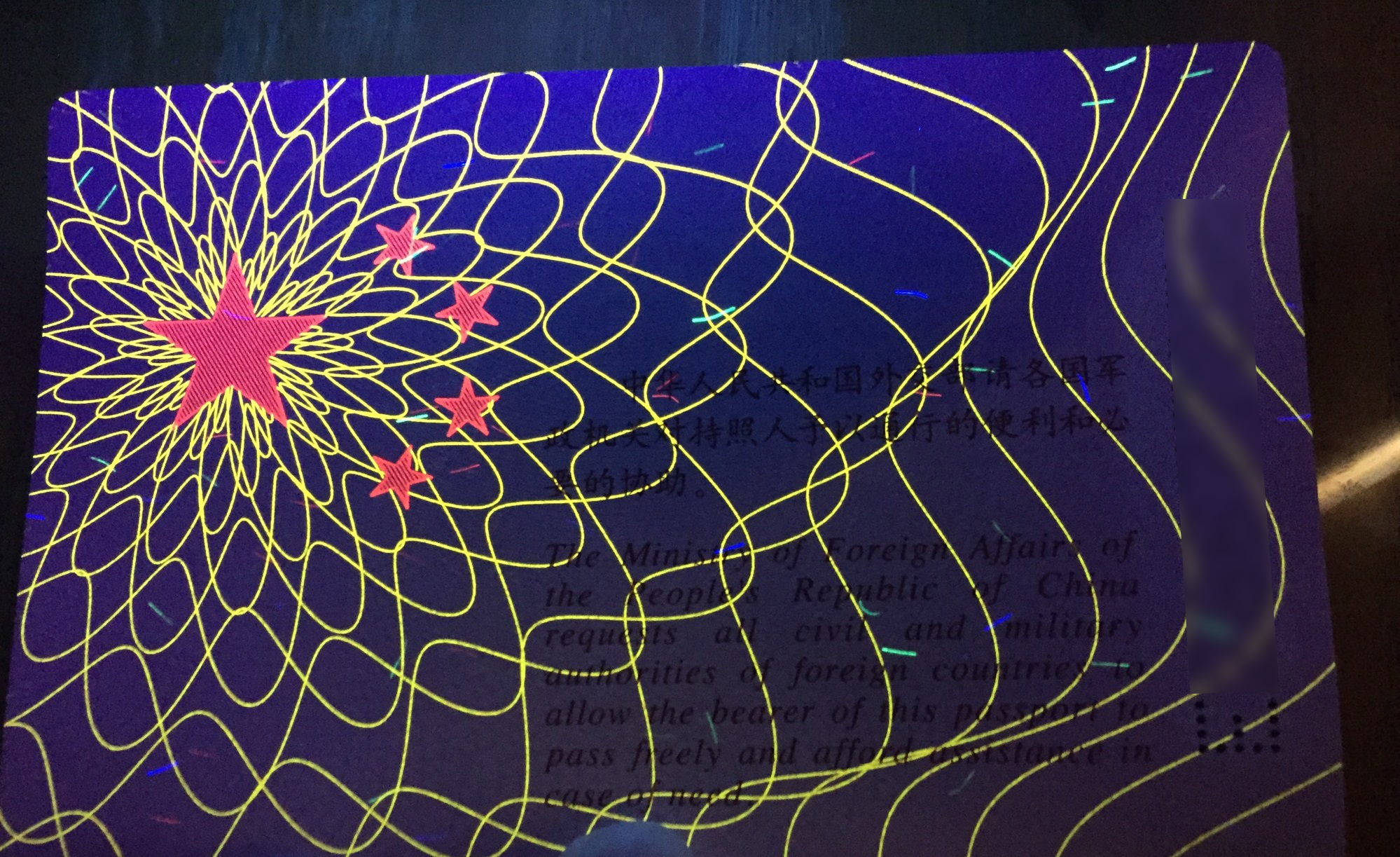
中国护照中的防伪图案在黑光灯下发光

黑光灯又称紫外线灯或伍德灯（Wood's lamp），是发射长波紫外线(UV-A)和少量可见光的灯，又叫做UV-A 灯，  黑光灯有深紫色的过滤材料，在电灯泡上或者在分开的玻璃过滤器中，用来过滤可见光，同时允许紫外线通过，但有時會因為可見光過濾不完全而在啟動時發出可見的紫光。  这种有过滤材料的黑光灯在工业中以字母“BLB”（black light bulb）标明。
另外一种没有过滤材料的电灯泡在工作时产生更多可见光并呈现蓝色，这种灯一般用于捕蚊燈，工业上标记为“BL”  。
黑光灯光源可以来自特殊设计的荧光灯、汞蒸汽灯、发光二极管或者白炽灯。在医学，司法科學及其他科学领域这种光源被称作伍德灯（以Robert Williams Wood 命名）。
在观察荧光时需要用到不产生可见光的黑光灯。 黑光灯可以用于装饰或者艺术照明效果，在医学上可以用于诊断和治疗， 用于检测荧光基团、检测伪钞、固化塑料树脂(the curing of plastic resins)、 吸引昆虫等。   强长波紫外线灯可以用于日晒床。